# Беккеворт
Беккеворт (нидерл. Bekkevoort) — коммуна на западе провинции Фламандский Брабант (Лёвенский округ), Фландрия, Бельгия. Официальный язык — нидерландский. Беккеворт граничит с провинцией Лимбург на западе. Общая площадь коммуны составляет 37,17 км², плотность населения — 159 чел. на км². Общая численность населения — 5915 чел. (1 января 2008, оценка).